# 토마스 카민스키
토마스 카민스키(Thomas Kaminski, 1992년 10월 23일 ~ )는 벨기에의 축구선수이다. 포지션은 골키퍼이다. 현재 EFL 챔피언십의 찰턴 애슬레틱의 선수이다.